# Padang Tinggi (Payakumbuh Barat)
Padang Tinggi is een bestuurslaag in het regentschap Payakumbuh van de provincie West-Sumatra, Indonesië. Padang Tinggi telt 2206 inwoners (volkstelling 2010).